# Burkina Faso ved sommer-OL 2024
Burkina Faso deltog i sommer-OL 2024 i Paris, Frankrig i perioden 26. juli til 11. august 2024.
Landet vandt ingen medaljer.

## Medaljer
| 2024 Paris   | Guld | Sølv | Bronze | Total |
| Burkina Faso | 0    | 0    | 0      | 0     |

### Medaljevinderne
| Burkina Faso under sommer-OL 2024 i Paris | Burkina Faso under sommer-OL 2024 i Paris | Burkina Faso under sommer-OL 2024 i Paris | Burkina Faso under sommer-OL 2024 i Paris | Burkina Faso under sommer-OL 2024 i Paris |
| Medalje                                   | Navn                                      | Sport                                     | Event                                     | Dato                                      |
| ----------------------------------------- | ----------------------------------------- | ----------------------------------------- | ----------------------------------------- | ----------------------------------------- |
| -                                         | -                                         | -                                         | -                                         | -                                         |